# Juan de Nava
Juan de Nava (1856 - 1919) fue un payador oriental considerado precursor del género en Uruguay. Su hijo, Arturo de Nava, fue también un destacado payador.
Es famoso su enfrentamiento con el payador argentino Gabino Ezeiza, el 23 de julio de 1884 en una cancha de pelota de la calle San José en Montevideo, que es considerada la primera payada profesional de que se tenga documentación.
Juan de Nava es autor de varias publicaciones relacionadas con su profesión, entre ellas “El cantor oriental - Colección de canciones del payador Juan de Nava” de 1885 y “Nuevas inspiraciones del payador oriental - Relaciones para pericón. El domador de las estancias. El despertar de la Patria. Glorias argentinas” de 1886.